# 舒氏鋸尾鯊
舒氏鋸尾鯊（學名：Galeus schultzi），又稱舒氏蜥鯊，為軟骨魚綱真鯊目猫鲨科鋸尾鯊屬的一個種，由著名鯊魚專家Stewart Springer在1979年國家海洋暨大氣總署 (NOAA) 技術報告中描述了舒氏鋸尾鯊，模式標本是一隻成年雄鯊，長30公分，採自巴拉延灣。分布於中西太平洋菲律賓海域，深度329至431公尺，本魚體修長，鼻子特別短而圓，每個鼻孔的前緣都有一個三角形的皮瓣，眼睛呈水平橢圓形，並配有瞬膜，每隻眼睛下面低脊，後面有一個微小的氣孔，大而寬的拱形嘴在嘴角處有很短的皺紋，上顎有48列齒，下顎較少，有五對鰓縫，兩個背鰭頂端圓形，大小相近，第一個起源於腹鰭的後部，第二個起源於臀鰭的後部，胸鰭又大又寬，腹鰭和臀鰭短而低，有稜角，臀鰭基部佔總長度的10-11%，尾柄近乎圓柱形，通往低尾鰭，下葉不明顯，上葉尖端附近有腹側切跡，身體上部呈棕色，下部較淺，每個背鰭下方有一個淡淡的深色馬鞍斑，尾鰭上有兩條深色帶，體長可達30公分，棲息在深海，屬肉食性，生活習性不明。